# Gârdani
Gârdani (Gardánfalva en hongrois) est une commune roumaine du județ de Maramureș, dans la région historique de Transylvanie et dans la région de développement du Nord-Ouest.

## Géographie
La commune de Gârdani est très récente. Elle date de 2004 lorsque le village de Gârdani s'est séparé de la commune de Sălsig. Elle est située au sud-ouest du județ, sur la rive gauche de la Someș, à 35 km de Baia Mare

## Démographie
En 1910, le village comptait 857 Roumains (90,6 % de la population) et 81 Hongrois (8,6 %).
En 1930, les autorités recensaient 945 Roumains (94 %), 21 Hongrois (2,1 %) ainsi qu'une petite communauté juive de 28 personnes (2,8 %) qui fut exterminée par les Nazis durant la Seconde Guerre mondiale.
En 2002, le village comptait 1 617 Roumains (99,1 %).
| 1880 | 1900 | 1910 | 1930  | 1956  | 1977  | 1992  | 2002  | 2007  |
| ---- | ---- | ---- | ----- | ----- | ----- | ----- | ----- | ----- |
| 710  | 878  | 946  | 1 005 | 1 349 | 1 800 | 1 671 | 1 632 | 1 624 |

## Lieux et monuments
- Château Blomberg (XIXe siècle), qui abrite de nos jours un orphelinat. Ce château a été rendu au propriétaire et l'orphelinat a été fermé en 2011.